# Opvolger
Een opvolger, in het algemeen, is iemand die de functie of het ambt van een ander overneemt. Meer specifiek is het de persoon die (doorgaans bij verkiezingen) aangeduid is om iemand anders te vervangen wanneer deze laatste zijn functie niet meer uitoefent. In het geval van een monarchie spreekt men van een troonopvolger.

## België
Het systeem van evenredige vertegenwoordiging werd ingevoerd bij wet van 29 december 1899 en voor het eerst toegepast bij de wetgevende verkiezingen van 27 mei 1900. Als deel van hervorming werden kieslijsten ingedeeld in effectieve kandidaten en opvolgers. Wanneer het effectief verkozen lid overlijdt of ontslag neemt of om welke reden dan ook geen parlementslid meer is, wordt de eerstvolgende opvolger van dezelfde lijst lid. Voordien werd in zulk geval een buitengewone verkiezing gehouden om een nieuw lid te verkiezen.
Hetzelfde systeem is ook van toepassing op de regionale en Europese verkiezingen. Bij de invoering van de regionale verkiezingen in 1993-1995 werden ook het ministerambt en de functie van volksvertegenwoordiger onverenigbaar gemaakt. Voordien konden volksvertegenwoordigers minister worden en bleven ze zetelen in het parlement. Sindsdien kan dit niet meer en wordt de minister in het parlement vervangen door een opvolger.
Bij provincieraads- en gemeenteraadsverkiezingen zijn er geen gescheiden kieslijsten en wordt een lid vervangen door de eerstvolgende rechthebbende op dezelfde lijst. Sommige politici willen dit systeem ook invoeren bij de regionale en federale verkiezingen, omdat nu kandidaten die net niet verkozen werden uit de boot vallen ten voordele van opvolgers die nauwelijks stemmen hebben gehaald.